# John Olav Norheim
John Olav Norheim (Kristiansand, 5 aprile 1995) è un calciatore norvegese, difensore dello Start.

## Carriera

### Club
Norheim è cresciuto nelle giovanili del Våg, per poi entrare a far parte di quelle del Flekkerøy. Ha esordito in prima squadra in data 16 aprile 2012, sostituendo Christian Andreasen nella vittoria casalinga per 2-1 sull'Odd Grenland 2. Il 6 luglio successivo ha trovato il primo gol, nella sconfitta per 2-1 patita sul campo del Brann 2.
Il 13 gennaio 2014 si è trasferito ufficialmente allo Start. L'11 agosto successivo ha fatto ritorno al Flekkerøy, con la formula del prestito. A fine stagione ha fatto ritorno allo Start, per cui ha esordito in Eliteserien in data 10 maggio 2015, quando ha sostituito Alex DeJohn nella sconfitta per 4-0 subita sul campo del Molde.
Il 24 luglio 2015 è stato ceduto nuovamente con la formula del prestito, questa volta al Nest-Sotra. Ha debuttato con la nuova squadra, in 1. divisjon, in data 26 luglio: è stato schierato titolare nella vittoria per 0-1 sul campo dell'Åsane. Il 9 agosto 2015 ha siglato le prime reti, con una doppietta in occasione del pareggio per 2-2 in casa dell'Hønefoss.
Il 16 marzo 2016 è stato ceduto al KFUM Oslo, ancora con la formula del prestito. Ha giocato la prima partita con la nuova maglia il 17 aprile, quando ha sostituito Stian Pettersen nel pareggio per 1-1 maturato sul campo del Jerv. Il 24 aprile ha siglato il primo gol, nella vittoria per 3-2 sul Ranheim.
L'anno seguente, Norheim ha fatto ritorno al Flekkerøy, per cui ha giocato per un biennio. In vista del campionato 2019 ha firmato per lo Strømmen: ha esordito il 31 marzo, quando ha sostituito Øystein Vestvatn nel pareggio interno per 1-1 sull'Ullensaker/Kisa. Il 18 agosto 2019 ha trovato il primo gol con la nuova casacca, nel pareggio interno per 1-1 contro il Notodden.
Il 18 dicembre 2019 è stato ufficializzato il suo passaggio al Jerv, per cui ha firmato un contratto triennale: l'accordo sarebbe stato ratificato nel gennaio seguente, alla riapertura del calciomercato locale. Ha giocato la prima partita il 6 luglio 2020, schierato titolare nel 2-2 interno contro il Sandnes Ulf. Il 20 luglio ha trovato il primo gol, nel 3-2 inflitto all'HamKam. Ha contribuito alla promozione della squadra in Eliteserien, arrivata al termine del campionato seguente.
Il 7 dicembre 2022 è stato ufficializzato il suo trasferimento all'HamKam: ha firmato un accordo biennale. Ha giocato il primo incontro in squadra il 10 aprile 2023, schierato titolare nella vittoria per 2-0 sul Sandefjord. Il 30 aprile successivo è arrivato il primo gol, nella sconfitta per 7-3 in casa del Viking.

## Statistiche

### Presenze e reti nei club
Statistiche aggiornate al 2 febbraio 2025.
| Stagione         | Club             | Campionato       | Campionato | Campionato | Coppe nazionali | Coppe nazionali | Coppe nazionali | Coppe continentali | Coppe continentali | Coppe continentali | Supercoppe | Supercoppe | Supercoppe | Totale | Totale |
| Stagione         | Club             | Comp             | Pres       | Reti       | Comp            | Pres            | Reti            | Comp               | Pres               | Reti               | Comp       | Pres       | Reti       | Pres   | Reti   |
| ---------------- | ---------------- | ---------------- | ---------- | ---------- | --------------- | --------------- | --------------- | ------------------ | ------------------ | ------------------ | ---------- | ---------- | ---------- | ------ | ------ |
| 2012             | Flekkerøy        | 2D               | 16         | 1          | CN              | 0               | 0               | -                  | -                  | -                  | -          | -          | -          | 16     | 1      |
| 2013             | Flekkerøy        | 2D               | 18         | 4          | CN              | 3               | 1               | -                  | -                  | -                  | -          | -          | -          | 21     | 5      |
| gen.-ago. 2014   | Start            | ES               | 0          | 0          | CN              | 0               | 0               | -                  | -                  | -                  | -          | -          | -          | 0      | 0      |
| ago.-dic. 2014   | Flekkerøy        | 2D               | 11         | 2          | CN              | -               | -               | -                  | -                  | -                  | -          | -          | -          | 11     | 2      |
| gen.-lug. 2015   | Start            | ES               | 4          | 0          | CN              | 2               | 0               | -                  | -                  | -                  | -          | -          | -          | 6      | 0      |
| lug.-dic. 2015   | Nest-Sotra       | 1D               | 14         | 5          | CN              | -               | -               | -                  | -                  | -                  | -          | -          | -          | 14     | 5      |
| 2016             | KFUM Oslo        | 1D               | 27         | 1          | CN              | 3               | 1               | -                  | -                  | -                  | -          | -          | -          | 30     | 2      |
| 2017             | Flekkerøy        | 3D               | 23         | 9          | CN              | 3               | 0               | -                  | -                  | -                  | -          | -          | -          | 26     | 9      |
| 2018             | Flekkerøy        | 2D               | 23         | 2          | CN              | 1               | 0               | -                  | -                  | -                  | -          | -          | -          | 24     | 2      |
| Totale Flekkerøy | Totale Flekkerøy | Totale Flekkerøy | 91         | 18         |                 | 7               | 1               |                    | -                  | -                  |            | -          | -          | 98     | 19     |
| 2019             | Strømmen         | 1D               | 26         | 1          | CN              | 3               | 0               | -                  | -                  | -                  | -          | -          | -          | 29     | 1      |
| 2020             | Jerv             | 1D               | 19         | 2          | -               | -               | -               | -                  | -                  | -                  | -          | -          | -          | 19     | 2      |
| 2021             | Jerv             | 1D               | 30+2       | 5+1        | CN              | 2               | 1               | -                  | -                  | -                  | -          | -          | -          | 34     | 7      |
| 2022             | Jerv             | ES               | 29         | 2          | CN              | 1               | 0               | -                  | -                  | -                  | -          | -          | -          | 30     | 2      |
| Totale Jerv      | Totale Jerv      | Totale Jerv      | 78+2       | 9+1        |                 | 3               | 1               |                    | -                  | -                  |            | -          | -          | 83     | 11     |
| 2023             | HamKam           | ES               | 29         | 3          | CN              | 3               | 0               | -                  | -                  | -                  | -          | -          | -          | 32     | 3      |
| 2024             | HamKam           | ES               | 28         | 4          | CN              | 4               | 1               | -                  | -                  | -                  | -          | -          | -          | 32     | 5      |
| Totale HamKam    | Totale HamKam    | Totale HamKam    | 57         | 7          |                 | 7               | 1               |                    | -                  | -                  |            | -          | -          | 64     | 8      |
| 2025             | Start            | 1D               | 0          | 0          | CN              | 0               | 0               | -                  | -                  | -                  | -          | -          | -          | 0      | 0      |
| Totale Start     | Totale Start     | Totale Start     | 4          | 0          |                 | 2               | 0               |                    | -                  | -                  |            | -          | -          | 6      | 0      |
| Totale           | Totale           | Totale           | 297+2      | 41+1       |                 | 25              | 4               |                    | -                  | -                  |            | -          | -          | 324    | 46     |